# Sébastien Toutant
Sébastien Toutant (* 9. November 1992 in Repentigny) ist ein kanadischer Snowboarder. Er ist dreifacher Olympionike (2014, 2018, 2022) und startet in den Freestyledisziplinen.

## Werdegang
Toutant nimmt seit 2006 an Wettbewerben der TTR World Snowboard Tour teil. Seinen ersten Sieg holte er zum Beginn der Saison 2008/09 im Big Air Wettbewerb beim Billabong SnowStock 08. Ebenfalls gewann er in der Saison im Big Air beim Quiksilver Showdown over the City am Grouse Mountain. Den zweiten Platz belegte er im Slopestyle bei den Burton US Open im Stratton Mountain Resort und bei den Burton Canadian Open in Calgary. In der folgenden Saison siegte er im Slopestyle bei den Burton New Zealand Open in Cardrona, beim Stylewars in Falls Creek und beim Big Air Wettbewerb beim freestyle.berlin in Berlin. Den zweiten Platz errang er beim freestyle.ch in Zürich und den dritten Platz im Slopestyle bei den Burton US Open im Stratton Mountain Resort.
In der Saison 2010/11 gewann er im Big Air Wettbewerb beim Billabong Ante Up in Whistler, den Air & Style in Peking und im Slopestyle beim O’Neill Evolution in Davos. Den zweiten Rang erreichte er beim freestyle.ch in Zürich und beim Toyota Big Air in Tokio. Im Oktober 2010 fuhr er in London sein erstes FIS-Weltcuprennen, welches er auf den 12. Platz im Big Air beendete. Einen Monat später holte er in Stockholm im Big Air seinen ersten Weltcupsieg. Bei den Winter-X-Games 2011 in Aspen gewann er Silber im Big Air und Gold im Slopestyle. Im Februar 2011 gewann er im Big Air Wettbewerb in Stoneham sein zweites Weltcuprennen. Bei den Winter-X-Games-Europe 2011 in Tignes holte er Silber im Slopestyle. Die Saison beendete er auf dem fünften Platz in der World Snowboard Tourgesamtwertung, dem vierten Rang in der FIS Freestylegesamtwertung und dem zweiten Platz in der FIS-Big Air Wertung.
Zu Beginn der Saison 2011/12 belegte Toutant den zweiten Rang beim Billabong Ante Up und im Slopestyle bei den Burton New Zealand Open in Cardrona. Es folgten zwei zweite Plätze im Slopestyle bei der Winter Dew Tour in Breckenridge und Killington und ein Sieg bei der Tour in Snowbasin. Bei der Winter-X-Games 2012 gewann er Bronze im Big Air Wettbewerb. Im Februar 2012 holte er bei den Snowboard-Weltmeisterschaften 2012 in Oslo Silber im Slopestyle. Zum Saisonende siegte er bei den Burton US Open. In der Saison 2012/13 kam er auf den zweiten Platz im Slopestyle bei den Burton High Fives, im Big Air Wettbewerb bei den Billabong Air & Style in Innsbruck und den dritten Rang im Slopestyle bei den Burton European Open in Laax. Bei den Winter-X-Games-Europe 2013 in Tignes holte er Gold im Slopestyle. Die Saison beendete er auf den ersten Platz in der Tour-Big-Air Wertung. Bei seiner ersten Olympiateilnahme 2014 in Sotschi errang er den neunten Platz im Slopestyle. Im April 2014 kam er beim The Shred Show in Whistler im Slopestyle und beim Ride Shakedown in Mont Saint-Sauveur im Big Air jeweils auf den zweiten Platz.
Zu Beginn der Saison 2014/15 gewann er im Slopestyle beim The Mile High im Perisher Blue. Bei der Winter Dew Tour in Breckenridge belegte er den zweiten Platz im Slopestyle. Im Februar 2015 wurde er Dritter im Slopestyle beim U.S. Snowboarding Grand Prix in Mammoth und Zweiter im Big Air beim Air & Style in Los Angeles. Zum Saisonende errang er beim Shakedown in Mont Avila den zweiten Platz im Big Air. Im Januar 2016 wurde er bei den Laax Open in Laax Dritter im Slopestyle. Im selben Monat gewann er bei den Winter-X-Games 2016 in Aspen die Silbermedaille im Slopestyle. Zudem belegte er im Big Air den vierten Platz. Im Februar 2016 siegte er beim Air & Style in Innsbruck und belegte in Los Angeles den achten Rang. Bei den X-Games Oslo 2016 in Oslo wurde er Zehnter im Big Air. Im März 2016 kam er im Slopestyle bei den Burton US Open in Vail auf den dritten Platz. Bei den Snowboard-Weltmeisterschaften 2016 in Yabuli gewann er die Bronzemedaille im Big Air-Wettbewerb. Zudem errang er den 21. Platz im Slopestyle. Nachdem er zu Beginn der Saison 2016/17 bei den Cardrona Games im Slopestyle siegte, wurde er im November 2016 Zweiter beim Air & Style in Peking. Es folgte ein dritter Platz im Slopestyle bei der Winter Dew Tour in Breckenridge und ein zweiter Rang beim U.S. Snowboarding Grand Prix und Weltcup in Copper Mountain. Bei den Winter-X-Games 2017 wurde er Neunter im Slopestyle und Vierter im Big Air. Im Februar 2017 siegte er im Slopestyle beim Weltcup in Québec und erreichte damit jeweils den siebten Platz im Slopestyle-Weltcup und im Freestyle-Weltcup. Bei den X-Games Norway 2017 in Hafjell holte er die Bronzemedaille im Slopestyle und belegte den vierten Platz im Big Air.
Im erstmals im Rahmen der olympischen Snowboardbewerbe ausgetragenen Big Air gewann er am 24. Februar 2018 in Pyeongchang, Südkorea, die Goldmedaille. Im Slopestyle errang er den 11. Platz. Bei den Winter-X-Games 2018 wurde er Zehnter im Slopestyle und bei den X-Games Norway 2018 in Fornebu Vierter im Big Air und im folgenden Jahr bei den Winter-X-Games jeweils Vierter im Slopestyle und Big Air. In der Saison 2019/20 holte er im Slopestyle in Laax seinen vierten Weltcupsieg und errang damit den sechsten Platz im Slopestyle-Weltcup. Bei den Winter-X-Games 2020 kam er auf den 17. Platz im Slopestyle und gewann bei den Snowboard-Weltmeisterschaften 2021 die Silbermedaille im Slopestyle. In der Saison 2021/22 holte er im Slopestyle in Calgary seinen fünften Weltcupsieg und belegte bei den Olympischen Winterspielen 2022 in Peking den 26. Platz im Big Air sowie den neunten Rang im Slopestyle.

## Sportliche Erfolge

### Olympische Winterspiele
| Datum         | Ort         | Land | Disziplin  | Platz |
| ------------- | ----------- | ---- | ---------- | ----- |
| 8. Feb. 2014  | Sotschi     | RUS  | Slopestyle | 9.    |
| 24. Feb. 2018 | Pyeongchang | KOR  | Big Air    | 1.    |

### Winter-X-Games
| Jahr        | 2011       | 2011       | 2012    | 2014       | 2015       | 2016    | 2016       | 2017    | 2017       |
| Disziplin   | Slopestyle | Slopestyle | Big Air | Slopestyle | Slopestyle | Big Air | Slopestyle | Big Air | Slopestyle |
| Platzierung | 1.         | 2.         | 3.      | 7.         | 4.         | 4.      | 2.         | 4.      | 9.         |

Saison 2008/09
- 1. Platz – Billabong SnowStock 08 in Snow Park, Big Air
- 1. Platz – Quiksilver Showdown am Grouse Mountain, Big Air
- 2. Platz – Burton Canadian Open in Calgary, Slopestyle
- 2. Platz – Burton US Open in Stratton Mountain, Slopestyle

Saison 2009/10
- 1. Platz – Burton New Zealand Open in Cardrona, Slopestyle
- 1. Platz – Style Wars in Falls Creek, Slopestyle
- 1. Platz – freestyle.berlin in Berlin, Big Air
- 2. Platz – freestyle.ch in Zürich, Big Air
- 3. Platz – Burton US Open in Stratton Mountain, Slopestyle

Saison 2010/11
- 1. Platz – Billabong Ante Up in Whistler, Big Air
- 1. Platz – Snowboard-Weltcup in Stockholm, Big Air
- 1. Platz – Air & Style in Peking, Big Air
- 1. Platz – O’Neill Evolution in Davos, Slopestyle
- 1. Platz – Snowboard-Weltcup in Stoneham, Big Air
- 2. Platz – freestyle.ch in Zürich, Big Air
- 2. Platz – Toyota Big Air in Tokio, Big Air
- 2. Platz – Winter-X-Games-Europe 2011 in Tignes, Slopestyle
- 2. Platz – Big Air-Weltcup

Saison 2011/12
- 1. Platz – Winter Dew Tour in Snowbasin, Slopestyle
- 1. Platz – Burton US Open in Stratton Mountain, Slopestyle
- 2. Platz – Billabong Ante Up in Whistler, Big Air
- 2. Platz – Burton New Zealand Open in Cardrona, Slopestyle
- 2. Platz – Winter Dew Tour in Breckenridge, Slopestyle
- 2. Platz – Winter Dew Tour in Killington, Slopestyle
- 2. Platz – Snowboard-Weltmeisterschaften 2012 in Oslo, Slopestyle

Saison 2012/13
- 1. Platz – Winter-X-Games-Europe 2013 in Tignes, Slopestyle
- 1. Platz – Big Air-Wertung World Snowboard Tour
- 2. Platz – Burton High Fives in Snow Park, Slopestyle
- 2. Platz – Air & Style in Innsbruck, Big Air
- 3. Platz – Burton European Open in Laax, Slopestyle

Saison 2013/14
- 2. Platz – Ride Shakedown in Mont Saint-Sauveur, Big Air
- 2. Platz – The Shred Show in Whistler, Slopestyle

Saison 2014/15
- 1. Platz – The Mile High in Perisher Blue, Slopestyle
- 2. Platz – Winter Dew Tour in Breckenridge, Slopestyle
- 2. Platz – Air & Style in Los Angeles, Big Air
- 2. Platz – Shakedown in Mont Avila, Big Air
- 3. Platz – U.S. Snowboarding Grand Prix in Mammoth, Slopestyle

Saison 2015/16
- 1. Platz – Air & Style in Innsbruck, Big Air
- 3. Platz – Laax Open in Laax, Slopestyle
- 3. Platz – Burton US Open in Vail, Slopestyle
- 3. Platz – Snowboard-Weltmeisterschaften 2016 in Yabuli, Big Air

Saison 2016/17
- 1. Platz – Cardrona Games in Cardrona, Slopestyle
- 2. Platz – Snowboard-Weltcup in Québec, Slopestyle
- 2. Platz – Air & Style in Peking, Big Air
- 2. Platz – U.S. Snowboarding Grand Prix und Snowboard-Weltcup in Copper Mountain, Big Air
- 3. Platz – Winter Dew Tour in Breckenridge, Slopestyle
- 3. Platz – X-Games Norway 2017 in Hafjell, Slopestyle

Saison 2017/18
- 1. Platz – Olympische Winterspiele 2018 in Pyeongchang, Big Air

Saison 2019/20
- 1. Platz – Snowboard-Weltcup in Laax, Slopestyle

Saison 2020/21
- 2. Platz – Snowboard-Weltmeisterschaften 2021 in Aspen, Slopestyle

Saison 2021/22
- 1. Platz – Snowboard-Weltcup in Calgary, Slopestyle